# Кибука
Кибука е бог на войната в митологията на ганда, по-малък брат на бог Мукаса. Според митовете е изпратен от Мукаса в помощ на цар Нкибинга, воюващ с ньоро. Кибука се отзовава на молбата и, скрил се в облак по време на битката, поразява оттам ньоро със стрелите и копията си. Благодарение на намесата му ганда печелят сражението и взимат много плячка и пленници. Мукаса е забранил всякакво общуване с пленниците, но Кибука престъпва забраната и взема една от пленничките в колибата си. Там тя узнава кой е той и къде се намира по време на битката, бяга при своите и разказва наученото. При следващото сражение ньоро стрелят с лъковете си по облаците и смъртно раняват Кибука – той се спуска с облака си на голямо дърво и умира, а ганда губят битката и голяма част от тях са избити.
Според друг вариант на мита, тежко раненият Кибука изпуска щита си. Ньоро го намират и го прибират, но скоро след това са връхлетени от неизвестна болест, която продължава докато те не връщат щита. Ганда го поставят заедно с други реликви в храм, построен в чест на Кибука.
След смъртта на Кибука неговите племенници, синовете на Мукаса, Ненде и Кирабира стават богове на войната.